# Mario Brega
Florestano Brega, dit Mario Brega, est un acteur italien, né le 25 mars 1923 à Rome, où il est mort le 23 juillet 1994.

## Biographie
Florestano Brega dit  Mario débute au cinéma en 1954 avec un petit rôle dans le film Violenza sul lago de Leonardo Cortese. Il a participé aux trois films de Sergio Leone de la trilogie des Dollars.
Il meurt d'un infarctus, le 23 juillet 1994 à 71 ans.

## Filmographie partielle
- 1954 :  Violence sur la plage (Violenza sul lago) de Leonardo Cortese
- 1962 : La Marche sur Rome (La marcia su Roma) de Dino Risi
- 1962 : Jeunes Gens au soleil (Diciottenni al sole) de Camillo Mastrocinque
- 1962 : Un beau châssis (I motorizzati) de Camillo Mastrocinque
- 1963 : Les Monstres (I mostri), sketch La nobile arte de Dino Risi
- 1963 : Le Procès des doges (Il fornaretto di Venezia) de Duccio Tessari
- 1964 : Pour une poignée de dollars (Per un pugno di dollari) de  Sergio Leone : Chico
- 1965 : Et pour quelques dollars de plus (Per qualche dollaro in più) de  Sergio Leone : Niño
- 1966 : Le Bon, la Brute et le Truand (Il buono, il brutto, il cattivo) de  Sergio Leone : le caporal Wallace
- 1967 : Les Tueurs de l'Ouest (El precio de un hombre) de Eugenio Martín
- 1967 : La mort était au rendez-vous ou d'Homme à homme (Da uomo a uomo) de Giulio Petroni
- 1968 : Le Grand Silence (Il grande silenzio) de Sergio Corbucci
- 1968 : Une minute pour prier, une seconde pour mourir (Un minuto per pregare, un instante per morire) de Franco Giraldi
- 1968 : Pas de diamants pour Ursula (I diamanti che nessuno voleva rubare) de Gino Mangini : Sansone
- 1969 : El Puro, la rançon est pour toi (La taglia è tua... l'uomo l'ammazzo io) d'Edoardo Mulargia
- 1969 : La Corde au cou (Una lunga fila di croci) de Sergio Garrone
- 1969 : La Mort sonne toujours deux fois (Blonde Köder für den Mörder) d'Harald Philipp
- 1970 : Cannabis de Pierre Koralnik
- 1971 : Comment entrer dans la mafia (Cose di Cosa Nostra) de Steno
- 1972 : Bello, onesto, emigrato Australia sposerebbe compaesana illibata de Luigi Zampa
- 1973 : Mon nom est Personne (Il mio nome è Nessuno) de Tonino Valerii et Sergio Leone
- 1975 : Un génie, deux associés, une cloche (Un genio, due compari, un pollo) de Damiano Damiani
- 1975 : Trinita, connais pas de Giuliano Carnimeo
- 1975 : Du Décaméron à Canterbury (Quant'è bella la Bernarda, tutta nera, tutta calda) de Lucio Giachin
- 1977 : L'exécuteur vous salue bien (La banda del trucido) de Stelvio Massi
- 1977 : Qui a tué le chat ? (Il gatto) de Luigi Comencini
- 1979 : Un jouet dangereux (Il giocattolo) de Giuliano Montaldo
- 1984 : Il était une fois en Amérique (C'era una volta in America) de Sergio Leone : Mandy
- 1986 : Troppo forte de Carlo Verdone : Sergio